# Beyers Naudé

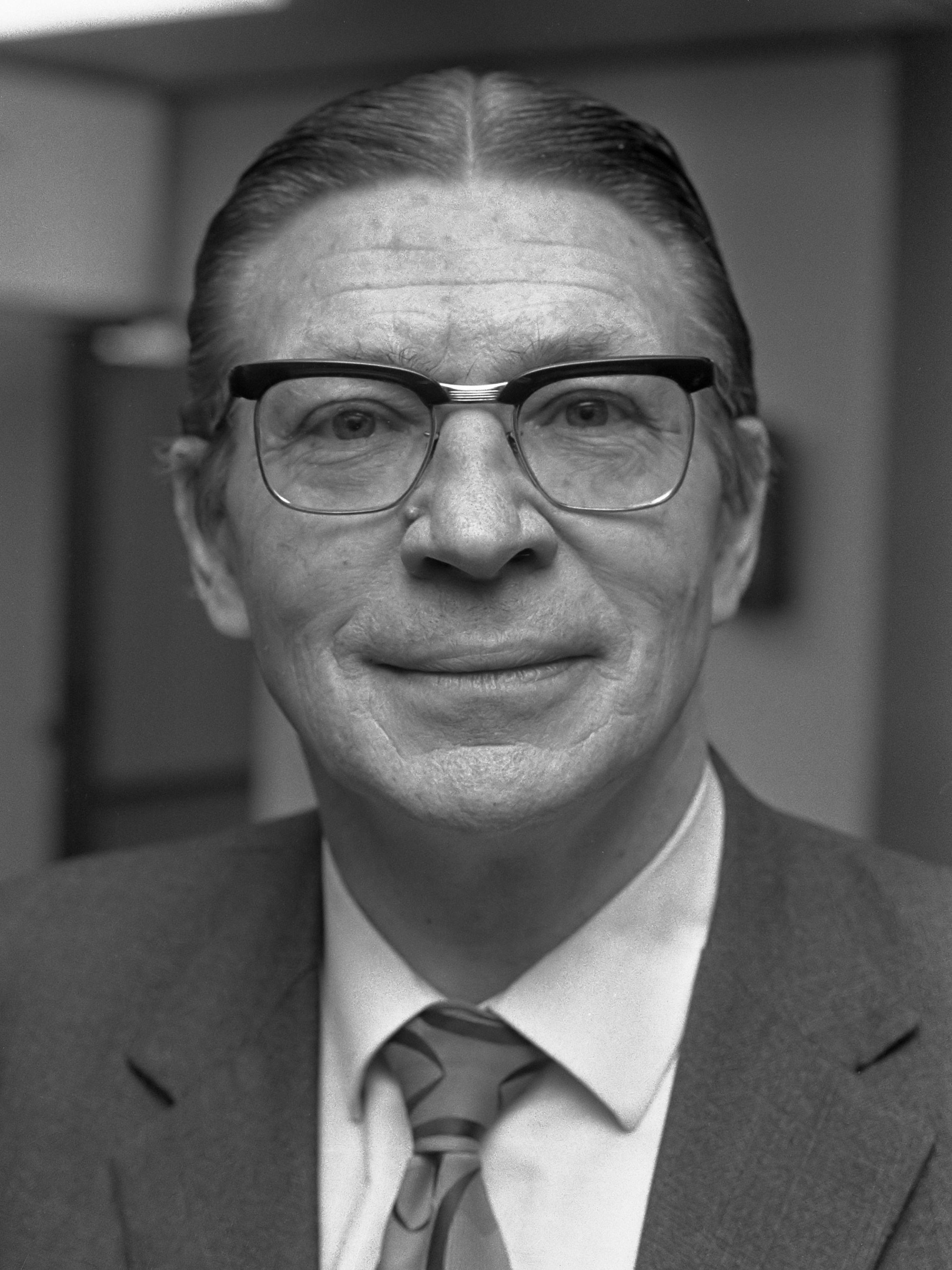
Christiaan Frederik Beyers Naudé (1972)

Christiaan Frederick Beyers Naudé (* 10. Mai 1915 in Roodepoort, Südafrika; † 7. September 2004 in Johannesburg; kurz Beyers Naudé) war ein südafrikanischer reformierter Theologe und Gegner der Apartheid.

## Leben
Beyers Naudé wurde nach dem burischen General Christiaan Frederick Beyers benannt. Er wuchs mit seinen sieben Geschwistern in Roodepoort bei Johannesburg auf. Sein Vater Jozua Francois Naudé war Pastor der Dutch Reformed Church, Gründungsmitglied des rassistischen Afrikaner Broederbond und später Interimspräsident der Republik Südafrika.
Beyers Naudé studierte Theologie und trat 1940 als jüngstes Mitglied dem Afrikaner Broederbond bei. 1940 heiratete er Ilse Weder, die Tochter des Herrnhuter Missionars Emil Weder, in Genadendal. Er machte rasch Karriere in der Niederländisch-Reformierten Kirche. Das Massaker von Sharpeville 1960, bei dem 69 Demonstranten von der südafrikanischen Polizei erschossen wurden, stürzte Beyers Naudé in eine Glaubenskrise. 1961 wurde er führendes Mitglied der Synode von Süd-Transvaal. Im selben Jahr unterschrieb er die Erklärung des Weltkirchenrates, in der der Rassentrennung jede theologische Grundlage abgesprochen wurde. In den Folgejahren entwickelte sich Beyers Naudé zu einem strikten Gegner der Rassentrennungspolitik Südafrikas. Er geriet in Konflikt mit dem Broederbund und der Niederländisch-Reformierten Kirche.
1963 übernahm er die Leitung der ökumenischen Einrichtung des gemischtrassigen Christian Institute of Southern Africa, trat aus dem Broederbund aus und wurde Mitglied der Schwarzen Reformierten Kirche. In der Folge wurde Beyers Naudé wegen Verstoßes gegen Apartheidsgesetze zwei Mal vor Gericht gestellt und von 1977 bis 1985 von der Regierung Südafrikas als erster Weißer unter Bann gestellt. In dieser Zeit war ihm der Besuch der Kirche und von öffentlichen Veranstaltungen untersagt. Er durfte Johannesburg nicht verlassen und nur einen Gast zeitgleich empfangen.
Nach der Aufhebung des Banns wurde Beyers Naudé Nachfolger von Desmond Tutu als Generalsekretär des Südafrikanischen Kirchenrates (1984–1987). Bei den Verhandlungen  mit der Regierung von Frederik Willem de Klerk war Beyers Naudé 1990 Mitglied der Delegation des Afrikanischen Nationalkongresses (ANC).
Seine letzten Lebensjahre verbrachte Beyers Naudé im Rollstuhl. Im Jahr 2000 kehrte er in die Niederländisch Reformierte Kirche zurück und engagierte sich in der Organisation Transparency International gegen die Korruption.
2004 starb Beyers Naudé. Seine Asche wurde im Johannesburger Stadtteil Alexandra in der Nähe des Kirchengebäudes der Schwarzen Reformierten Kirche verstreut. Ilse Naudé starb im Dezember 2011.

## Rezeption
- The Cry of Reason: Beyers Naude – An Afrikaner Speaks Out, US-amerikanischer Dokumentarfilm von Robert Bilheimer (1988)

## Ehrungen
- 14 Ehrendoktortitel und zahlreiche weitere Preise
- Four Freedoms Award in der Kategorie Religionsfreiheit (1984), mit dem deutschen Landesbischof Werner Leich
- Bundesverdienstkreuz 1. Klasse (17. Februar 1999)[3]
- Ehrenbürger von Johannesburg (2001)
- Beyers Naudé Drive in Johannesburg (2001)
- Benennung der Gemeinde Dr Beyers Naudé nach ihm (2016)